# Deux-Jumeaux
Deux-Jumeaux település Franciaországban, Calvados megyében. Lakosainak száma 56 fő (2022. január 1.). Deux-Jumeaux Asnières-en-Bessin, La Cambe, Canchy, Englesqueville-la-Percée, Longueville és Saint-Pierre-du-Mont községekkel határos.

## Népesség
A település népességének változása:
| Lakosok száma | 138  | 101  | 78   | 76   | 65   | 60   | 55   | 49   | 47   | 56   |
|               | 1968 | 1982 | 1990 | 2006 | 2013 | 2015 | 2017 | 2019 | 2020 | 2022 |